# فرودگاه شهری کلینتونویل
فرودگاه شهری کلینتونویل (به انگلیسی: Clintonville Municipal Airport) یک فرودگاه همگانی عملیاتی با کد یاتا CLI است که یک باند فرود آسفالت دارد و طول باند آن ۱۴۰۲ متر است. این فرودگاه در شهر کلینتون ویل، ویسکانسین کشور ایالات متحده آمریکا قرار دارد و در ارتفاع ۲۵۰٫۵ متری از سطح دریا واقع شده‌است.